# Közlekedés- és Technikatörténeti Szemle
A Közlekedés- és Technikatörténeti Szemle a Magyar Műszaki és Közlekedési Múzeum 2018 óta évente megjelenő, saját kiadású tudományos folyóirata.
Jogelődjei a Technikatörténeti Szemle és a Közlekedési Múzeum Évkönyve.  A periodikában a közlekedés- és technikatörténet témakörében íródott tanulmányok jelennek meg. Ezek részben a Múzeum tudományos munkatársainak szakmai publikációi, részben más kutatóintézetek, egyetemek kutatóinak írásai. A folyóirat az egykori Technikatörténeti Szemle jogutódja, az MTA által A kategóriájúnak minősített folyóirat. A tanulmányok anonim lektorálás után jelennek meg, melyeket angol nyelvű rezümé egészít ki.
A Szemlében megjelent tanulmányok szövegeit olyan vizuális források gazdagítják, amelyek jellemzően az intézmény gyűjteményeinek digitalizálása során kerülnek  a szerzők látókörébe. A közlekedés- és technikatörténet szempontjából magas értékű képi forrásanyag így külön is emeli a folyóirat szakmai és vizuális színvonalát.
A Szemle szerkezeti felépítése 2020 után megváltozott, ennek értelmében az első fejezetben tematikusan szerkesztett írások jelennek meg, a második blokkban a tematikába nem illeszkedő tanulmányok szerepelnek, míg a harmadik blokkban a Múzeum megújításának lépcsőfokai, az intézményi szakmai működés fontosabb éves történései is bekerülnek.

## Szerkesztőbizottság
Dr. Zsigmond Gábor (alapítója és elnöke 2018-)
Balogh-Ebner Márton (2020-)
Dr. Fónagy Zoltán (2018-)
Dr. Horváth Balázs (2018-)
Szedlmajer László (2018-)
Merczi Miklós (2018-)
Rob Shorland-Ball (2018-)
Dr. Holló Szilvia Andrea (2018)